# Иванов, Сергей Васильевич (педагог)
Сергей Васильевич Иванов (24 октября 1890, село Патепок, Щигровского уезда, Курской губернии — 15 октября 1968, Воронеж) — педагог, дидакт, доктор педагогических наук, профессор, заслуженный деятель науки РСФСР.

## Биография
Сергей Васильевич родился  в семье сельского учителя, впоследствии «служащего культа». Начальное образование получил в сельской школе, а среднее в Щигровском (уездном) духовном училище. В 1915 году защитил диссертацию по теме «Просветитель преподобный Иосиф Волоцкий» и окончил Московскую Духовную академию, а в 1916 — Московский археологический институт.  Работал преподавателем педагогики в Черниговском учительском институте, был сотрудником Черниговского (1919—1920) и Курского (1920—1924) губернского отдела народного образования.
С 1924 года преподаватель, доцент, профессор Воронежского государственного университета. В 1931—1942 годах заведующий кафедрой педагогики Воронежского государственного педагогического института. С 1942 года заведующий кафедрой педагогики Воронежского государственного университета.

## Сфера научных интересов
Педагогическое наследие Иванова определяется, во-первых, разработкой ряда оригинальных дидактических идей по совершенствованию урока: это типология урока, разработка системы урока по учебной схеме и т.п. Он выделяет такие типы уроков как: 1. Вводные уроки; уроки первичного ознакомления с материалом; 2. Уроки образования понятий, установление законов, правил; 3. Уроки применения знаний на практике; 4. Уроки навыков (тренировочные); 5. Уроки повторения и обобщения; 6. Контрольные уроки; 7. Смешанные или комбинированные уроки.
Во-вторых, его вклад в развитие педагогической науки определяется формированием научного направления по теории урока, которое оформилось в воронежскую дидактическую школу.

## Научные труды
Иванов является автором свыше 100 научных публикаций, в том числе монографий:
- Подготовка учителя к урокам (Воронеж, 1949)
- Анализ урока (Воронеж, 1949)
- Теория и практика урока. Проспект библиографии. (Воронеж, 1950)
- Типы и структура урока (Москва, 1952)